# Ophiolycus farquhari
Ophiolycus farquhari är en ormstjärneart som beskrevs av McKnight 2003. Ophiolycus farquhari ingår i släktet Ophiolycus och familjen skinnormstjärnor. Inga underarter finns listade i Catalogue of Life.